# 7978 Niknesterov

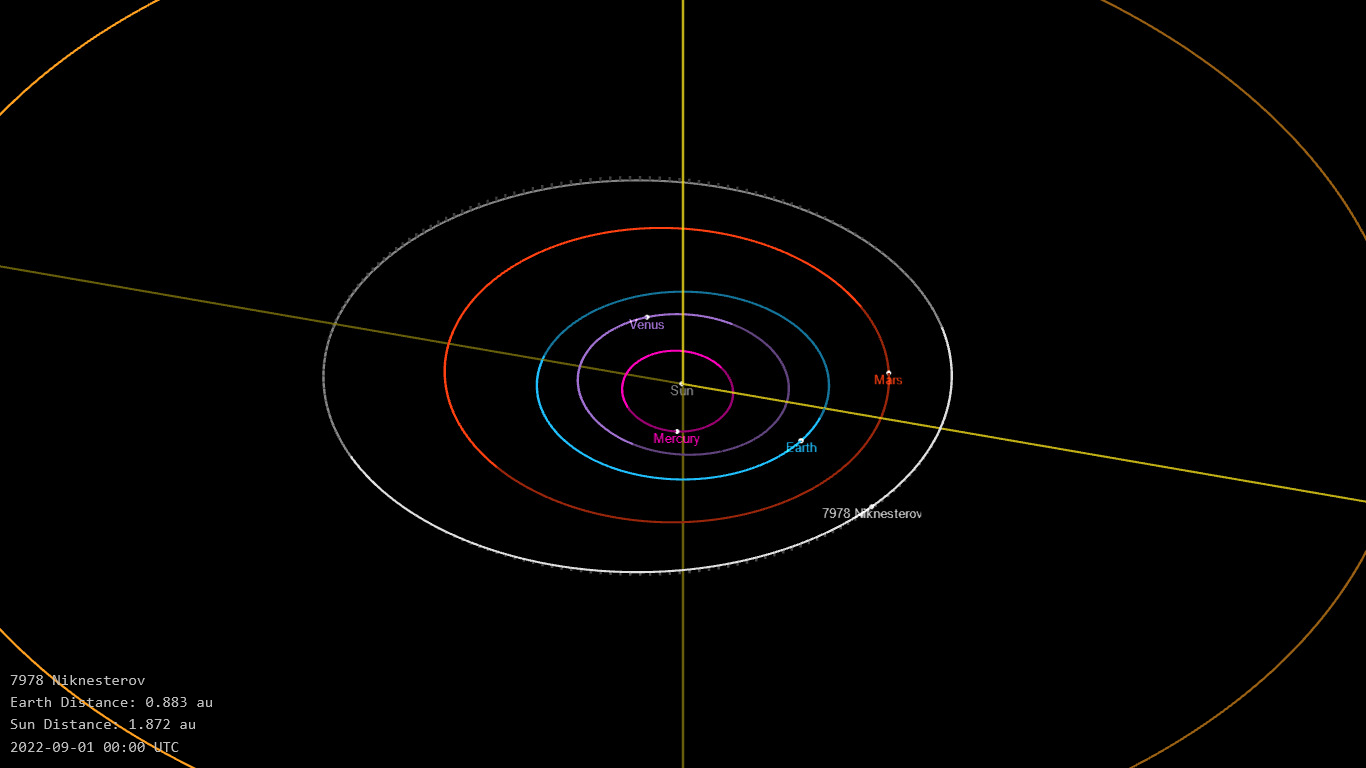

7978 Niknesterov è un asteroide della fascia principale. Scoperto nel 1978, presenta un'orbita caratterizzata da un semiasse maggiore pari a 2,1525762 UA e da un'eccentricità di 0,1493481, inclinata di 1,03058° rispetto all'eclittica.